# مشعلية متباينة الأوراق
مشعلية متباينة الأوراق (الاسم العلمي:Aethionema heterophyllum) هي نوع من النباتات تتبع جنس المشعلية من الفصيلة الصليبية.